# Kevin Sullivan (Wrestler)
Kevin Francis Sullivan (* 26. Oktober 1949 in Key West, Florida; † 9. August 2024) war ein US-amerikanischer Wrestler und Schauspieler. Er war Mitte der 1990er Jahre und Anfang 2000 Booker der World Championship Wrestling (WCW).

## Karriere
Kevin Sullivan begann seine Karriere als Ringer, bevor er zum Wrestling kam. Er debütierte 1970 in Georgia. Den größten Teil seiner Karriere verbrachte er allerdings in Florida. 1976 hatte er in der WWF (der heutigen WWE) diverse Matches, bei denen er u. a. Bruiser Brody, dem „Superstar“ Billy Graham sowie einem damals gerade erst im Wrestling Fuß fassenden Hulk Hogan gegenüberstand. Seine Karriere begann er aufgrund seines Ringer-Backgrounds als Grappler, also einem Wrestler, der sein ringerisches Können unter Beweis stellte.
Mit seinen 175 cm für einen Wrestler eher klein gewachsen, hatte er zu seinen Debützeiten trotz seines Körperbaus und seinem Können als Ringer Probleme, akzeptiert zu werden. Um diesen Makel auszugleichen, legte er sich in den 1980ern ein satanisches Gimmick zu, das im Wesentlichen von damaligen Heavy-Metal-Künstlern wie Ozzy Osbourne und Judas Priest beeinflusst wurde. Er trug Leder und Nieten und verwendete ein frühes Corpsepaint, wie es Venom und Kiss damals benutzten. Zudem verstand er es, seine Gegner innerhalb und außerhalb des Ringes zu provozieren und zu schockieren. Dabei hielt er sich an das damals vorherrschende Kayfabe, was seine Auftritte als Heel umso bedrohlicher wirken ließ. Anfang der 1980er spielte er als Anführer seiner „Army of Darkness“ eine wichtige Rolle in der Mid-Atlantic Championship Wrestling und bei Championship Wrestling From Florida. In den späten 1980ern bildete Sullivan eine weitere Gruppierung, den Varsity Club, bestehend aus „Dr. Death“ Steve Williams, Rick Steiner, Mike Rotunda und Dan Spivey. Hierbei gelang es ihm an der Seite von Williams den NWA Tag Team Titel zu gewinnen. Anfang der 1990er Jahre gelangen ihm ähnliche Erfolge an der Seite des Tasmanicas in der ECW.
1994 wechselte er zur WCW, wo er sowohl als Wrestler als auch als Booker tätig war. Hier ließ er das Satanisten-Image fallen und begann als „Taskmaster“ aufzutreten. Als Booker setzte er seinen Schwerpunkt stark auf etablierte Wrestler, vor allem Hulk Hogan, den er gegen monsterartige Feinde antreten ließ. Die Zusammenarbeit wurde jedoch durch Ansprüche Hogans erschwert, der durch Vertragsklauseln ein Mitspracherecht beim Ausgang seiner Matches hatte. Gleiches galt zu späterer Zeit für die Zusammenarbeit mit Kevin Nash. Als Wrestler gewann er zunächst mit seinem ungewollten Tag-Team-Partner Cactus Jack den WCW-Tag-Team-Titel. Nach dem Titelverlust fehdete er zunächst mit Cactus Jack, der anschließend zur damaligen WWF wechselte. Mitte der Neunziger stand Sullivan in den Matches gegen Hulk Hogan selbst in erster Reihe. So gründete er zwei gegen Hogan gerichtete Gruppierungen, zuerst mit Ed Leslie und John Tenta die „Faces of Fear“ und anschließend den Dungeon of Doom, dem neben den Faces auch Kamala, The Giant und zeitweise Big Van Vader angehörten. Der Dungeon of Doom stand in ambivalenter Beziehung zur damaligen Version der Four Horsemen. Teilweise war man gegen Hogan verbündet, doch fehdete Sullivan mit einzelnen Horsemen, zunächst mit Brian Pillman, der 1996 die WCW verließ, und anschließend mit Chris Benoit.
Die Fehde mit Benoit sah nach der von Sullivan selbst geschriebenen Storyline vor, dass Sullivans langjährige Frau, die beiden heirateten 1985, und Managerin Nancy eine Affäre mit Benoit beginnen sollte. Nancy hatte damals das Gimmick „Woman“ und war unter anderem auch als Managerin von Ric Flair und Arn Anderson zusammen mit Miss Elisabeth etabliert. In dieser Zeit kamen sich Benoit und Nancy Sullivan auch im wahren Leben näher, so dass Nancy ihren Mann zugunsten von Benoit verließ.
1997 endete die Fehde zwischen Sullivan und Benoit mit einem Karriereende-Match, welches Benoit für sich entschied. Danach konzentrierte sich Sullivan auf seine Aufgaben als Booker. Dabei wurde ihm vor allem von Seiten Benoits vorgeworfen, dessen WCW-Karriere aus persönlicher Animosität blockiert zu haben. Sullivan trat kurzzeitig als Manager einer Neuauflage des Varsity Clubs auf. Im Jahre 2000 wurde Sullivan nach der Entlassung der bisherigen Hauptbooker Vince Russo und Ed Ferrara zu deren Nachfolger ernannt. Daraufhin wechselten sein alter Rivale Benoit und andere unzufriedene jüngere Wrestler zur damaligen WWF, was als ein Faktor für den Untergang der WCW gesehen wird. Als die WCW 2001 von der WWF aufgekauft wurde, war Sullivan bereits nicht mehr Booker.
2002 zog sich Sullivan aus dem Wrestling zurück und baute ein eigenes Fitness-Studio namens Froggy’s Fitness in Tavernier, Florida. Bereits 2003 begannen Gastauftritte in diversen Independent-Promotions, so trat er unter anderem auch bei TNA und bei Ring of Honor in Gastrollen auf. Außerdem fing und handelte er mit Speisekrebsen.
Kevin Sullivan starb am 9. August 2024 im Alter von 74 Jahren. Die genauen Todesumstände sind noch nicht ganz geklärt, aber er wurde bereits am 12. Mai 2024 nach einem Unfall wegen einer Blutvergiftung und einer Enzephalitis behandelt.

## Kontroversen
Als Booker der WCW setzte Sullivan in erster Linie auf etablierte Wrestler mit beeindruckendem Körperbau (beispielsweise Kevin Nash oder Hulk Hogan). Hierdurch bekamen Wrestler wie Chris Benoit keine Chance. Dies eskalierte schließlich dahingehend, dass Benoit, Perry Saturn, Eddie Guerrero und Dean Malenko die WCW verließen und ihr Glück bei der WWE suchten. Dies und weitere auf Sullivans Verhalten zurückzuführende Ereignisse machten ihn zur Zielscheibe für Anschuldigungen, dass er mitschuldig am Untergang der WCW gewesen sei. Die Wandlung des Produkts unter Vince Russo und Ed Ferrara zu einer Art Soap Opera lehnte er ab. 2000 wurde er wieder Booker, was Benoit dazu veranlasste, zur WWE zu wechseln. Anschließend pushte er vor allem Kevin Nash und Sid Vicious. Dies konnte jedoch den Abwärtstrend nicht mehr beenden. Anschließend beschlossen die Verantwortlichen Russo und Bischoff als Team einzusetzen, was jedoch bedeutete, dass sich Sullivan komplett zurückzog. Sullivan selbst machte für den Untergang der Promotion die Übernahme durch AOL Time Warner verantwortlich.
Kevin Sullivan und Brian Pillman hatten Differenzen während Sullivans Zeit als Booker. Dies lag vor allem daran, dass Sullivan den jungen, aufstrebenden Pillman unten hielt. Sullivan war bekannt für realitätsnahe Bookings, so dass diese offene Abneigung in einem sogenannten Strap Match am 11. Februar 1996 bei Super Brawl ’96 beigelegt werden sollte. Bei diesem Match werden die beiden Kontrahenten mit einer Kette verbunden. Das Match sollte enden, wenn einer der beiden seinen Respekt für den anderen bezeugte. Das Match war schließlich ein 45-sekündiger Brawl, der auf die Fans wie ein Shoot, also ein echter Kampf wirkte. Nach diesen 45 Sekunden, in denen Pillman mehrere harte Schläge gegen einen wehrlosen Sullivan austauschte, löste er sich und beendete das Match mit den Worten „I respect you, booker man“, eine direkte Anspielung auf Sullivans Position als Booker. Damit durchbrach er die vierte Wand. Dies wurde als „The Booker Man Incident“ bekannt. Tatsächlich war es aber eine abgesprochene Sache, die von Eric Bischoff sowie Sullivan und Pillman selbst inszeniert wurde, um Wrestling realitätsnäher zu gestalten. Pillmann sollte anschließend zu Extreme Championship Wrestling (ECW) wechseln und dort weiter für Aufsehen sorgen. So stand er eine Zeitlang bei beiden Ligen unter Vertrag. Zum Entsetzen aller Beteiligten wechselte er dann jedoch zur World Wrestling Federation (WWF).
Nachdem Chris Benoit seine Frau Nancy Benoit und ihren gemeinsamen Sohn umgebracht hatte und sich dann selbst sein Leben nahm, wurde auch Sullivans Rolle in dieser Dreiecksbeziehung und damit eine indirekte Mitschuld an der Ermordung seiner Exfrau thematisiert. So wurde er Opfer einer Verschwörungstheorie. Johnny Lee Clary behauptete auf seiner Website damals sogar, Sullivan habe Benoit, seine Exfrau sowie deren gemeinsamen Sohn selbst umgebracht. So behauptete Clary, ohne Beweise vorzulegen, dass sich die Tragödie auf den Tag genau 10 Jahre nach der Scheidung stattgefunden habe und er behauptete weiter, dass Sullivan ein hochrangiges Mitglied der Church of Satan sei. Obwohl er die Seite recht schnell aus dem Netz entfernte, hielten sich die Gerüchte länger. So konnte Sullivan nicht einmal der Bestattung seiner Exfrau beiwohnen aus Angst, die Medien würden sich auf ihn stürzen.

## Wrestlingtitel und Ehrungen
- Central States Wrestling

- NWA World Tag Team Championship (Central States version) (1×) – mit Ken Lucas

- Century Wrestling Alliance

- CWA Heavyweight Championship (1×)

- Allied Independent Wrestling Federations

- AIWF World Six Man Tag Team Championship

- Championship Wrestling from Florida

- NWA Florida Heavyweight Championship (1×)
- NWA Florida Tag Team Championship (2×) – mit Mike Graham
- NWA Southern Heavyweight Championship (Florida version) (4×)

- Eastern Championship Wrestling

- ECW Tag Team Championship (1×) – mit The Tazmaniac1

- Georgia Championship Wrestling

- NWA Georgia Junior Heavyweight Championship (2×)
- NWA Georgia Tag Team Championship (1×) – mit Tony Atlas
- NWA National Television Championship (2×)

- Gulf Coast Championship Wrestling / Southeastern Championship Wrestling

- NWA Southeast Continental Heavyweight Championship (2×)
- NWA Southeastern Tag Team Championship (2×) – mit Ken Lucas
- WA Southeastern United States Junior Heavyweight Championship (2×)
- NWA United States Tag Team Championship (Gulf Coast version) (1×) – mit Ken Lucas

- Jim Crockett Promotions / World Championship Wrestling

- NWA United States Tag Team Championship (1×) – mit „Dr. Death“ Steve Williams
- WCW World Tag Team Championship (1×) – mit Cactus Jack

- New England Pro Wrestling Hall of Fame
  - Class of 2013[31]

- NWA Mid-America

- NWA Mid-America Television Championship (1×)
- NWA Southern Tag Team Championship (Mid-America version) (1×) – mit Len Rossi
- NWA World Tag Team Championship (Mid-America version) (2×) – mit Robert Fuller (1×) und Mike Graham (1×)

- Pro Wrestling Illustrated

- PWI Most Improved Wrestler of the Year (1981)
- #58 der 500 besten Einzelwrestler laut PWI 500 (1994)
  1. 106 der 500 besten Einzelwrestler laut PWI Years (2003)

- Southern Championship Wrestling

- NWA Southern Heavyweight Championship (Tennessee version) (1×)

- Southwest Championship Wrestling

- SCW Southwest Heavyweight Championship (1×)

- Wrestling Observer Newsletter Awards

- Worst Worked Match of the Year (1996) mit Arn Anderson, Meng, The Barbarian, Ric Flair, Lex Luger, Z-Gangsta und The Ultimate Solution vs. Hulk Hogan und Randy Savage bei WCW Uncensored Towers of Doom Match, Tupelo, MS, 24. März 1996

## Film- und Serienauftritte
- 2016: The Swerve (Dokuserie)
- 2014: The Monday Night War: WWE vs. WCW (Dokuserie)
- 2010: Card Subject to Change (Dokumentarfilm)
- 1996: Baywatch (eine Folge)
- 1990: Family Feud
- 1983: The Facts Of Life (1983)

## Werke
- WWE Encyclopedia Of Sports Entertainment. Zusammen mit Steven Pantaleo. World Wrestling Entertainment 2009. ISBN 978-1-4654-5313-6
- The WWE Championship: A Look Back at the Rich History of the WWE Championship. World Wrestling Entertainment 2010. ISBN 978-1-4391-9244-3
- WWE 50. BradyGames 2014. ISBN 978-1-4654-1923-1
- Undertaker: 25 Years of Destruction. DK Games 2015. ISBN 978-1-4654-3942-0